# 腎炎
腎炎（英語：Nephritis），腎病變的一種，指腎臟中的腎元發生發炎反應，造成的疾病。

## 字源
腎炎（英語：Nephritis）的字源來自古希臘語：，來自古希臘語：（腎臟）加上陰性形容詞字尾所形成，相當於拉丁語：，譯為英文之後，成為英語：。
1827年英國醫生理查德·布賴特（Richard Bright）對腎炎引發的25種水腫狀況進行了研究，後來腎炎也因此被叫做布赖特氏病（Bright's disease），並沿用了相當長的一段時間。